# Rákosi-Bataillon/Chronologie
Die Grupo Rákosi (Spanisch Rakosi) war eine ungarische Milizeinheit. Sie wurde zum Namensgeber eines Bataillons der Internationalen Brigaden im Spanischen Bürgerkrieg.  
| Datum von            | Datum bis    | Eingruppierung                                                                               | Gliederung |
| -------------------- | ------------ | -------------------------------------------------------------------------------------------- | --- |
| Ab dem 19. Juli 1936 |              | JSU/UHP-Milizeinheit Centuria Internacional                                                  | Grupo Rákosi in der Columna de Ferro |
| Bis Okt. 1936        |              | Centuria Rákosi                                                                              | |
| 28. Okt. 1936        | 1. Nov. 1936 | Aufstellung der ersten Internationalen Brigade in Albacete                                   | Centuria Thaelmann Centuria Commune de Paris Centuria Dąbrowski Centuria Rakosi sowie einer britischen MG-Kompanie und weiteren internationalen Freiwilligen |
| 4. Nov. 1936         |              | XI. Internationale Brigade (Thälmann)                                                        | 1. Centuria Rakosi Teil des Edgar-André-Bataillons 2. Commune-de-Paris-Bataillon 3. Dąbrowski-Bataillon                                                      |
|                      | Nov. 1936    | XII. Internationale Brigade (Garibaldi)                                                      | 1. Garibaldi-Bataillon 2. Dąbrowski-Bataillon 3. André-Marty-Bataillon                                                                                       |
| 23. Juni 1937        | 4. Aug. 1937 | 150. Brigade                                                                                 | Dąbrowski-Bataillon Palafox-Bataillon Rákosi-Bataillon Mickiewicz-Bataillon Djure-Djakovic-Bataillon                                                         |
| 4. Aug. 1937         |              | XIII. Internationale Brigade (Dąbrowski)                                                     | Dąbrowski-Bataillon Palafox-Bataillon Rákosi-Bataillon Mickiewicz-Bataillon                                                                                  |
| 1. Okt. 1937         |              | 13. Brigade Mixta                                                                            | Dąbrowski-Bataillon Rákosi-Bataillon |
| 24. Sep. 1938        |              | Beschluss zur Auflösung der Internationalen Brigaden                                         | |
| 23. Jan. 1939        | 7. Feb. 1939 | Volksarmee, Brigadisten bilden eine Einheit mit der Bezeichnung XIII. Internationale Brigade | Dąbrowski-Bataillon Rákosi-Bataillon |
| ab Feb. 1939         |              | Internierung in Frankreich                                                                   | |